# XENET-AM
XENET-AM fue una estación de radio localizada en la Ciudad de México (CDMX).
Transmitió en los 1320 kHz de la banda de Amplitud Modulada con 20,000 watts de potencia diurnos y nocturnos.
La estación cerró sus transmisiones en mayo de 2008 debido a una huelga estallada contra Grupo Monitor concesionaria de la frecuencia. 
Su último nombre comercial fue el de Radio Monitor, y transmitía desde La Presa 212, Colonia San Jerónimo Lidice Código Postal 10200, Alcaldía Magdalena Contreras Ciudad de México.

## Historia
La estación inició sus emisiones con las siglas XEAI-AM en 1958 cómo parte del Grupo Radio Centro transmitiendo música tropical. Para 1974 adopta las siglas XECMQ-AM y en ese tiempo la estación adopta el nombre de Radio Sensación, transmitiendo música en español del género baladas, hasta el 17 de mayo de 1993 que inició transmisiones Formato 21, estación dedicada a las noticias.
En 1997, Formato 21 pasa a transmitirse al 1150 AM con las siglas XECMQ-AM, mientras que el 1320 AM adopta las siglas XEJP-AM y el nombre Radio Variedades que por más de 30 años se transmitiera en el 1150.
Al año siguiente, luego de que Grupo Radio Centro firma un contrato con la empresa Infored propiedad del periodista José Gutiérrez Vivó, se anuncia que esta estación junto con la XEFAJ-AM 1560 serán transferidas a Infored. Una vez realizado este traspaso, Infored decide convertir a la estación en Track 13-20, emisora musical de corte juvenil, que transmitía principalmente rock en inglés y español, así se mantuvo hasta 2004, cuando los conflictos legales entre Grupo Radio Centro e Infored originaron la salida del aire del noticiero Monitor de las emisoras de Grupo Radio Centro.
En abril de 2004 cambió su distintivo de llamada a XENET-AM y se conoció entonces como Radio Bienestar, emisora hablada de programas de superación y ayuda personal, que también transmitía el noticiario Monitor, a partir de 2006, XENET-AM transmite en simultáneo con XEINFO-AM 1560 kHz y se conoció como Radio Monitor.
En junio de 2007 el desgaste económico de Grupo Monitor (antes Infored) derivado principalmente de los conflictos legales con Grupo Radio Centro, mantuvieron en la incertidumbre la operación de esta emisora y la de XEINFO-AM ya que obligaron a Monitor a suspender transmisiones, que regresarían en septiembre de 2007.
A partir de abril de 2008, deja de transmitir en simultáneo con XEINFO-AM debido a que la estación fue entregada al señor Eduardo Henkel en garantía de un pago no efectuado. 
El 23 de mayo de 2008, a las 14:50 horas la programación de la emisora deja de transmitirse, debido al estallamiento de huelga por parte del Sindicato de Trabajadores de la Industria de Radio y Televisión contra Grupo Monitor.
La concesión de la emisora expiró el 3 de julio de 2016 sin ser renovada.
En octubre de 2021, la frecuencia 1320 fue reasignada a la emisora XEARZ-AM, proveniente del 1650 AM con el nombre Radio ZER.

## Lema de la emisora
- Grupo Monitor, Comprometidos con la Verdad.

## Formatos de la emisora
Estos son algunos de los formatos con que se ha conocido esta estación:
- Radio AI emitía música latina tropical
- La Estación de los Recuerdos del Rock and Roll emitía éxitos del Rock and Roll en español
- Radio Sensación emitía música romántica en español
- Formato 21 emitía bloques noticiosos cada 20 minutos
- Radio Variedades 1320 emitía música regional mexicana
- Track 13-20 emitía rock y pop en inglés y español
- Radio Bienestar emitía noticiario Monitor y programas de orientación
- Radio Monitor emitía noticiario Monitor y música
- Radio ZER (XEARZ-AM)

- Datos: Q6168540